# Carnets de vol
 (novembre 2020).
Si vous disposez d'ouvrages ou d'articles de référence ou si vous connaissez des sites web de qualité traitant du thème abordé ici, merci de compléter l'article en donnant les références utiles à sa vérifiabilité et en les liant à la section « Notes et références ».
Carnets de vol est une revue d’aviation apparue en mai 1984.

## Généralités
Carnets de Vol voit le jour le 1er mai 1984 comme magazine couvrant l'histoire de l'aviation belge. À partir de 1986, son contenu passe progressivement d'articles purement belges à des articles sur l'aviation française. Après avoir été publiée à Bruxelles par la Société Européenne de Presse et d'Édition Générale (SEPEG) avec l'autorisation des éditions Phebus, la revue tombe dans le giron de Phebus-EDAF, la première en tant que propriétaire de la publication, la seconde comme locataire-gérant de la publication (Éditions Aéronautiques Françaises), société d'édition basée à Paris qui édite également le magazine Armées & Defense toujours sous la direction d'Aldo-Michel Mungo.
Jusqu'en décembre 1988, Carnets de Vol a pour sous-titre La Conquête de l'Air en tant que revue officielle de l'Aéro-Club Royal de Belgique. En janvier 1989, le sous-titre La Conquête de l'Air est abandonné tandis que le magazine devient purement français.
Le magazine présente des articles sur l’aviation militaire de tous pays avec des articles centrés sur les forces aériennes, les types d’appareils et des news sur l’aviation militaire. Chacun des 12 exemplaires annuels comprend environ 50 pages au format A4 avec de nombreuses photos en couleurs.
La direction du magazine est assurée par Aldo-Michel Mungo, son créateur, qui assume en outre le poste de rédacteur en chef. Mensuel, le magazine présente sous sa plume de nombreux dossiers.